# Бегнище
Бегнище, още Бегнища или Бегница (на македонска литературна норма: Бегниште), е село в Северна Македония, в Община Кавадарци с население от 369 души.

## История

### Етимология
Според академик Иван Дуриданов етимологията на името е от първоначалния патроним *Бѣгоуништи < -itji от личното име *Бѣгоунъ, от което са и селищните имена Бегуновци в Брезнишко и Бегунце в Косово. Бегнища се обяснява с редукция и изчезване на неудареното -у-.
Според Йордан Заимов името произхожда от личното име *Běgno, образувано със суфикс (-ъ)no. Според Дуриданов това е малко вероятно, тъй като то което няма успоредици в другите славянски езици.

### Средновековие
Край селото е частично запазена средновековната скална църква „Свети Лазар“, ценен архитектурен паметник със съхранени стенописи от XIV век.

### В Османската империя
В XIX век Бегнище е българско село в Тиквешка каза на Османската империя.
Основна забележителност на селото е църквата „Света Богородица“, изградена и изписана в 1881 година от братята Вангел, Никола и Коста Анастасови от Крушево. Църквата е голяма трикорабна базилика с два реда колони.
През 30-те години на XIX век коджабашия в Бегнища е Тренчо, а свещеник - поп Цветко. И двамата, заедно с местния терзия Бошко са спомоществуватели на „Служение еврейско и все злотворение нихно...“, преведено „во простий и краткий язик болгарский“ от Натанаил Охридски и отпечатано в Солун в 1839 година.
Според статистиката на Васил Кънчов („Македония. Етнография и статистика“) от 1900 г. Бегнища има 860 жители българи християни. Цялото християнско население на селото е под върховенството на Българската екзархия. По данни на секретаря на екзархията Димитър Мишев („La Macédoine et sa Population Chrétienne“) в 1905 година в Бегнища (Begnichta) има 1360 българи екзархисти.
По данни на българското военно разузнаване в 1908 година:
| „ | Беглища [е] християнско село (до 150 къщи), което е най-фанатично и дава най-голям отпор на турците. Преди няколко години жителите му изгорили находящия се тук жандармерийски пост. Сега в селото стоят 6 жандарми и 25 - 3 войници. Селото е свободно и богато. | “ |

При избухването на Балканската война в 1912 година 4 души от Бегнище са доброволци в Македоно-одринското опълчение. По време на войната в селото влизат сръбски части. Според доклад на Глигор Варналиев, главен български учител в Кавадарци, през януари 1913 година сръбски четници от Черна ръка провеждат обезоръжителна акция, при която жестоко са малтретирани кмета Христо Спанджов, свещеника Илия Григоров и други трима българи. Търсен е българският учител Коста Димитров, за да бъде убит, защото ходил във Велес да доведе българската войска.

### В Сърбия и Югославия
След Междусъюзническата война в 1913 година селото попада в Сърбия. През 1919 година сърбоманският войвода Йован Бабунски отвлича и убива общинския кмет в Бегнище Иван Даскалов.
На етническата си карта от 1927 година Леонард Шулце Йена показва Беглища (Beglišta) като българско християнско село.
По време на българското управление във Вардарска Македония в годините на Втората световна война, Тома П. Лозанов от Велес е български кмет на Бегнище от 1 ноември 1941 година до 3 септември 1942 година. След това кметове са Иван Ганчев Коев от Мекиш (20 октомври 1942 - 10 септември 1943), Тодор Ценов Вълчев от Горна Митрополия (30 септември 1943 - 18 декември 1943) и Благой М. Божилов от Велес (11 януари 1944 - 21 юли 1944).

### В Северна Македония
Според преброяването от 2002 година селото има 368 жители, самоопределили се както следва:
| Националност | Всичко |
| македонци    | 367    |
| албанци      | 0      |
| турци        | 0      |
| роми         | 0      |
| власи        | 0      |
| сърби        | 1      |
| бошняци      | 0      |
| други        | 0      |

## Личности
Родени в Бегнище
- Алекса Иванов, македоно-одрински опълченец, 3 рота на 3 солунска дружина, носител на орден „За храброст“ IV степен[16]
- Атанас Консулов, български революционер от ВМОРО, четник на Андон Кьосето[17]
- Димче Кичевски (1950 - 2015), каратист и треньор от Република Македония
- Пано Петров Камчев, български революционер от ВМОРО[18]
- Петър Григоров, македоно-одрински опълченец, 1 рота на 5 одринска дружина[19]
- Петър Тевов (Кевов), македоно-одрински опълченец, 2 рота на 3 солунска дружина[20]
- Томе Спанджов, български революционер от ВМОРО, загинал по време на заточението си в Мала Азия[21]
- Яни Димитров (1882 – ?), македоно-одрински опълченец, Нестроева рота на 10 прилепска дружина[22]

Починали в Бегнище
- Александър Иванов Дрожев (Дражев), български военен деец, поручик, загинал през Първата световна война[23]